# Wilhelm Nather
Wilhelm Nather (2. února 1820 Olomouc – 4. srpna 1899 Olomouc) byl olomoucký měšťan, představený olomouckého městského pekařského cechu a dlouholetý člen městského zastupitelstva (1861–1896), v letech 1884–1892 místostarosta Olomouce. Proslul především svými výpisky z archivů týkající se dějin olomouckých domů, které byly v roce 2007 vydány v německé a české verzi pod názvem Kronika olomouckých domů péčí dr. Vladimíra Spáčila.

## Dílo
- Nather Wilhelm, Kronika olomouckých domů I-II, Olomouc – Opava 2007.